# Płyta gipsowo-kartonowa

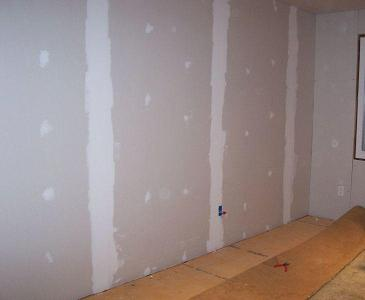
Płyty gipsowe ułożone pionowo na ścianie

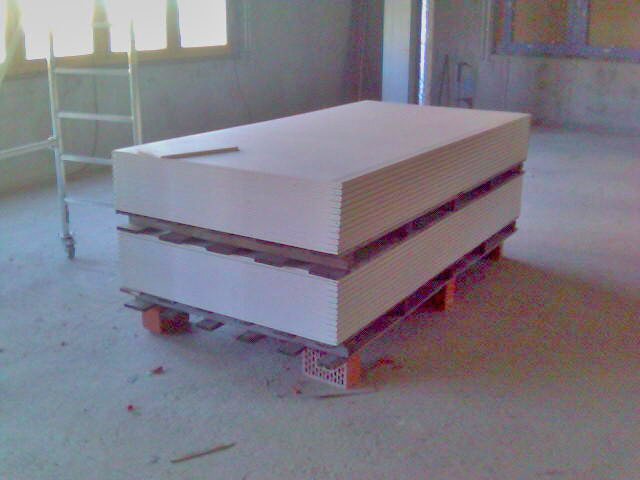
Płyty gipsowe przed ułożeniem

Płyta gipsowo-kartonowa, płyta g-k (pot. płyta regipsowa) – materiał budowlany, mający postać arkuszy składających się z gipsu zabezpieczonego tekturą.
Najczęściej produkowane są płyty o grubości: 6,5; 8,0; 9,5; 12,5; 14,0; 16,0; 18,0; 20,0; 24,0 mm przy szerokości: 1200 lub 600 mm i długości: 2000 do 4000 mm. Płyty docina się do pożądanego wymiaru za pomocą specjalnych noży. Mocuje się je za pomocą wkrętów na przygotowanych konstrukcjach metalowych lub drewnianych lub przykleja gipsem do ścian murowanych czy wylewanych.

## Zastosowanie
Płyty gipsowe służą głównie do wznoszenia ścianek działowych lub jako licowanie wewnętrzne ścian i sufitów (także sufitów podwieszonych). Rzadziej używane są specjalne płyty gipsowo-kartonowe jako jastrych w podłodze lub jako deskowanie dachu.
Stosowane też jako osłona przeciwpożarowa, gdyż, na skutek reakcji chemicznych zachodzących pod wpływem wysokiej temperatury, pochłaniają stosunkowo duże ilości ciepła i opóźniają dotarcie ognia i wysokiej temperatury do wrażliwych części budynku (konstrukcji drewnianej lub lekkiego szkieletu metalowego).

## Historia
Przez cały XIX wiek w Stanach Zjednoczonych stosowano system lekkiej zabudowy zwany lath, w którym drewniane stelaże ścian wewnętrznych były pokrywane z dwóch stron kilkoma warstwami gipsu. W 1916 roku firma United States Gypsum Company udoskonaliła ten system, wypuszczając na rynek pierwszą płytę, w której gips był wprasowany między dwie warstwy wyjątkowo mocnego papieru.
Po raz pierwszy na masową skalę użyto płyty gipsowej w USA w czasie budowy obiektów na wystawę światową w Chicago w 1933 roku. Jednak prawdziwym przełomem okazała się II wojna światowa. Powołanie do armii setek fachowców spowodowało, że usługi budowlane w USA gwałtownie podrożały. Wtedy rozpoczęła się trwająca do dziś kariera płyty gipsowej jako materiału łatwego w obróbce i montażu, dzięki czemu wiele prac wykończeniowych można wykonać samemu.

## Produkcja
Proces produkcji płyt:
1. Mieszanie gipsu z suchymi i mokrymi odpadami produkcyjnymi.
2. Kalcynowanie w celu otrzymania półhydratu (gipsu sztukatorskiego).
3. Mieszanie w mieszalniku specjalnie dobranych komponentów.
4. Formowanie wstęgi o ustalonej grubości i szerokości.
5. Twardnienie płyty na taśmie.
6. Cięcie uformowanej wstęgi na mniejsze elementy – płyty.
7. Suszenie i pakowanie gotowych płyt gipsowo-kartonowych.

## Rodzaje płyt
- płyty gipsowo-kartonowe zwykłe GKB – koloru szarego. Stosowane w pomieszczeniach w których wilgoć nie przekracza 70%
- płyty gipsowo-kartonowe impregnowane o zwiększonej odporności na wilgoć GKBI – koloru zielonego lub o zielonych oznaczeniach. Przeznaczenie do pomieszczeń w których wilgotność sięga nawet 85% jednak nie przez dłuższy czas niż 10 h
- płyty gipsowo-kartonowe ogniochronne GKF – czerwone lub z czerwonymi oznaczeniami. Płyty tego typu mają wbudowane w rdzeń siatki z włókna szklanego lub gips zmieszany z rozdrobnionym włóknem szklanym[1]
- płyty gipsowo-kartonowe ogniochronne impregnowane o zwiększonej odporności na wilgoć GKFI – zielone z czerwonymi napisami. Są to płyty z rdzeniem z włókna szklanego a dodatkowo zaimpregnowane.

Obecnie najpopularniejszy system oznaczania płyt to podział na typy A, H2, F, FH2. Typ A to standardowe płyty, oznaczane dawniej jako GKB. Typ H2 to płyty impregnowane, poprzednio znane jako płyty GKBI. Płyty ogniochronne GKF obecnie funkcjonują jako płyty typu F, a impregnowane płyty ogniochronne GKFI to obecnie płyty typu FH2.

### Standardowe płyty k-g
Standardowe płyty kartonowo-gipsowe, czyli płyty typu A (GKB), mogą być stosowane w pomieszczeniach o wilgotności względnej powietrza mniejszej niż 70%. Nie nadają się więc do łazienek, kuchni, pralni czy suszarni. Można z nich wykonywać łuki, których promień wynosi minimum 60 cm. To najpopularniejszy i najczęściej stosowany rodzaj płyt, używany jako okładzina ścian czy ścianka działowa. Można je rozpoznać po jasnoszarym kolorze i niebieskich napisach.

### Impregnowane płyty k-g
Wodoodporne, czyli impregnowane płyty k-g typu H2 (GKBI), przeznaczone są do stosowania w pomieszczeniach o wilgotności powietrza okresowo (do 12 godzin na dobę) zwiększonej, ale nie przekraczającej 85%. Ich rdzeń jest impregnowany środkiem hydrofobowym, który opóźnia i ogranicza wchłanianie wilgoci. Warunkiem stosowania takich płyt w kuchniach, łazienkach czy innych narażonych na wilgoć pomieszczeniach jest pokrycie całej powierzchni ścian materiałem odpornym na wilgoć, czyli np. glazurą przyklejoną wodoodpornym klejem, z wykończeniem spoin materiałem wodoodpornym lub wykładziną ścienną z PVC. Niezbędne jest także stosowania wentylacji. Jeśli płyty typu H2 będą znajdowały w miejscach narażonych na chlapanie wodą (np. w obrębie wanny czy kabiny prysznicowej), należy je dodatkowo zabezpieczyć folią w płynie. Takie płyty mają najczęściej kolor zielony.

### Ognioodporne płyty k-g
Płyty typu F (dawniej GKF) doskonale sprawdzają się tam, gdzie aspekt ochrony przed ogniem jest bardzo istotny, czyli np. na poddaszach, jako osłona kominka lub do wykonywania osłon odpornych na działanie ognia na elementach nośnych budynku. Te płyty wzbogacone są dodatkiem włókna szklanego i mogą zatrzymać ogień o wiele dłużej niż tradycyjne płyty typu A. Płyt tych nie należy jednak stosować w pomieszczeniach wilgotnych. Te płyty są koloru różowego.

### Ognioodporne impregnowane płyty k-g
Płyty typu FH2 (poprzednio GKFI) są wzmocnione włóknem szklanym, a więc mają zwiększoną ognioodporność. Dodatkowo zaimpregnowane środkiem hydrofobowym, są więc także wodoodporne. Dzięki temu mogą być stosowane w pomieszczeniach o większej wilgotności względnej niż standardowe płyty, zabezpieczając ponadto przed ogniem. Te płyty znajdują zastosowanie m.in. w domkach letniskowych, czy do wykończenia łazienek na poddaszach. Najczęściej są to zielone płyty z czerwonymi napisami.